# Larry Romano
Larry Romano, född 31 juli 1963 i Mount Vernon, New York, är en amerikansk skådespelare. Han är mest känd från kriminalserien På spaning i New York (1993–1994) och i rollen som Richie Iannucci i komediserien Kungen av Queens (1998–2001).

## Filmografi i urval
- 1989 – Lock Up
- 1991 – Dödlig hämnd
- 1993–1994 – På spaning i New York (TV-serie) (fem avsnitt)
- 1997 – Donnie Brasco
- 1998 – Den tunna röda linjen
- 1998–2001 – Kungen av Queens (TV-serie) (43 avsnitt)